# Villar de Santos (parroquia)
Villar de Santos (llamada oficialmente San Xoán de Vilar de Santos) es una parroquia y un lugar del municipio español de Villar de Santos, en la provincia de Orense, Galicia.

## Toponimia
La parroquia también es conocida por el nombre de San Juan de Villar de Santos.

## Organización territorial
La parroquia está formada por tres entidades de población, constando dos de ellas en el nomenclátor del Instituto Nacional de Estadística español:
- As Casas da Veiga
- O Barrio
- Vilar de Santos

## Demografía

### Parroquia
| Gráfica de evolución demográfica de Villar de Santos (parroquia) entre 2000 y 2023 |
|                                                                                    |
| Datos según el nomenclátor publicado por el INE.                                   |

### Lugar
| Gráfica de evolución demográfica de Vilar de Santos (lugar) entre 2000 y 2023 |
|                                                                               |
| Datos según el nomenclátor publicado por el INE.                              |